# Ferdinand Gregorovius
Ferdinand Gregorovius (Neidenburg, 19 gennaio 1821 – Monaco di Baviera, 1º maggio 1891) è stato uno storico e medievista tedesco famoso per i suoi studi sulla Roma medievale.
È anche molto noto per i suoi Wanderjahre in Italien ("Pellegrinaggi in Italia"), i resoconti dei suoi viaggi in Italia pubblicati tra il 1856 e il 1877, in cinque volumi, in cui descrive località, curiosità e personaggi d'Italia.

## Biografia

### L'educazione
Gregorovius, ultimo di otto fratelli, nacque da una famiglia di pastori luterani, Ferdinand Timotheus Gregorovius e Wilhelmine Charlotte Dorothea Kausch; il padre però era consigliere di giustizia, e per questo ufficio la famiglia viveva nell'antico castello dei Cavalieri Teutonici, che era stato parzialmente restaurato per allocarvi gli uffici giudiziari di Marienburg e la casa del magistrato. È facile pensare che questo ambiente primario abbia avuto qualche peso nel destare e fondare emotivamente l'interesse del fanciullo di allora per il Medioevo e l'antichità. Un'altra delle sue passioni, fin dall'infanzia, erano le storie di viaggi e di paesi lontani, e anche questo interesse lo accompagnò sempre ed anzi ebbe un peso determinante sulle sue scelte di vita e sulla sua produzione intellettuale.
Per desiderio del padre si iscrisse alla facoltà di teologia dell'università di Königsberg (dove Kant aveva insegnato fino al 1804) ma, giusta la temperie romantica nella quale si era trovato a crescere, al centro dei suoi interessi c'erano piuttosto la letteratura e la filosofia, e anzi il loro intreccio, talché si laureò infine in filosofia con una tesi Sul concetto del bello in Plotino e nei neoplatonici".
La famiglia non era ricca, comunque, e dopo la laurea il giovane Gregorovius si mantenne facendo il precettore. Nel frattempo però scriveva molto, soprattutto liriche, e continuava a studiare, orientato ormai soprattutto verso la storia, e a partecipare alla vita culturale di Königsberg. La sua prima opera pubblicata fu, nel 1845, Werdomar e Wladislaw, romanzo pienamente nell'onda dell'ancor dominante Sturm und Drang.
Intanto era arrivato il 1848: la "Primavera dei popoli" si faceva sentire fortemente nella città universitaria e Gregorovius, natura cosmopolita e inclinazione democratica, pubblicava "Il concetto della nazione polacca" e "Canti polacchi e magiari". Anche le celebrazioni per il primo centenario della nascita di Goethe, cadute nel bel mezzo di quel periodo di grandi agitazioni politiche, gli diedero occasione per manifestare questi suoi orientamenti, con il saggio Goethes W. Meister in seiner sozialistischen Elementen ("Il Wilhelm Meister di Goethe nei suoi elementi socialisti", del 1849).

### L'Italia

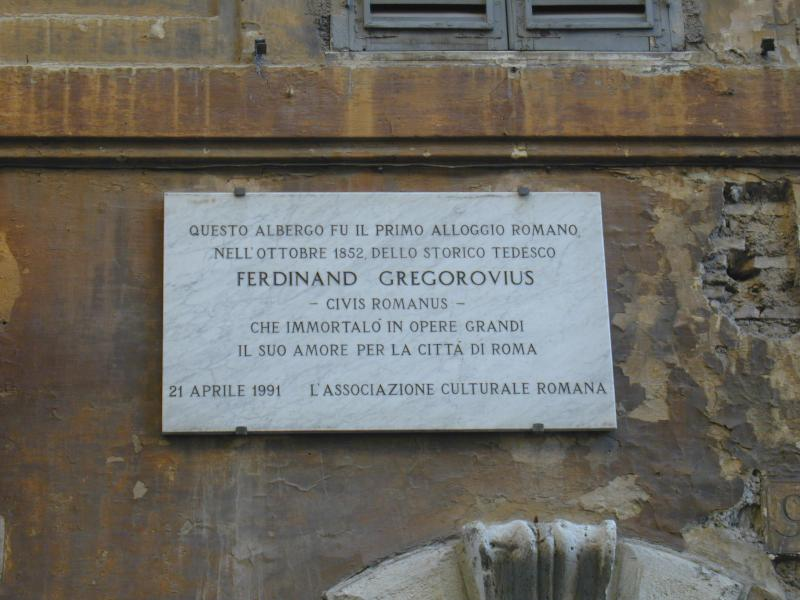
Targa in memoria di Ferdinand Gregorovius in Via di Pietra, Roma: QUESTO ALBERGO FU IL PRIMO ALLOGGIO ROMANO
NELL'OTTOBRE 1852, DELLO STORICO TEDESCO
FERDINAND GREGOROVIUS
- CIVIS ROMANUS-
CHE IMMORTALÒ IN OPERE GRANDI
IL SUO AMORE PER LA CITTÀ DI ROMA
21 APRILE 1991 L'ASSOCIAZIONE CULTURALE ROMANA

La pubblicazione del saggio su Adriano e del dramma su Tiberio nel 1851 mette in luce come ormai i suoi interessi si fossero focalizzati sul mondo latino. D'altra parte, la vita di Königsberg gli andava ormai stretta e nella primavera del 1852 Gregorovius decise di partire per l'Italia: Il 2 aprile 1852 lasciai la città di Königsberg si legge alla prima annotazione dei suoi Diari romani, e, poco più avanti, Il 19 aprile entrai in terra d'Italia, a Venezia.
Il viaggio di Gregorovius verso il sud (che diventerà un soggiorno più che ventennale, soprattutto a Roma) non ha la natura del Grand Tour, che da alcuni decenni conduceva i giovani ricchi del nord Europa verso il mondo mediterraneo, ma fa piuttosto pensare a quel tipo di "emigrazione intellettuale" che nei secoli precedenti era stata caratteristica degli artisti, soprattutto figurativi e generalmente ricchi solo del proprio genio, che scendevano in Italia per confrontarsi con l'arte classica e farvi fortuna. Poi, certo, c'è Goethe, come modello di attenzione e di sensibilità. Ma la caratteristica tutta propria di Gregorovius è che con lui non arriva un pittore ma uno storico, non un giovane da educare, ma un uomo di trent'anni in cerca delle tracce materiali del proprio mito personale e, certamente, della propria "fortuna", intesa in senso latino, cioè del proprio destino, di cui vede ancora solo confusamente la forma, ma percepisce l'urgenza.
In Italia Gregorovius rimase ininterrottamente fino al 1860, e complessivamente per più di vent'anni. Prima ancora di arrivare a Roma andò ad esplorare la Corsica, allora assolutamente selvaggia. Tra il 1852 e il 1853 continuò la propria esplorazione mediterranea con viaggi nello Stato pontificio (dove rimase estasiato alla vista dell'Acropoli di Alatri), a Napoli e in Sicilia. Da ognuna di queste esperienze - si trattava di veri viaggi, da un mese o due, fitti di curiosità (non solo letterarie e artistiche, ma anche naturalistiche e, diremmo oggi, sociologiche) e di contatti con le persone del luogo - nascevano scritti e relazioni intellettuali e umane: la Corsica gli fece una forte impressione, che egli trasferì in un saggio che fu presto tradotto in Francia e in Gran Bretagna, e le sue relazioni con le persone incontrate in quell'occasione durarono per anni; su Capri, oltre a note sparse, scrisse un saggio trent'anni dopo; l'incontro con la Sicilia produsse idilli, frammenti e molte traduzioni di Giovanni Meli.
Nel 1877, a Lipsia, diede alle stampe un volume sulla Puglia, regione che apprezzò molto e che fu oggetto di attente ricognizioni. L'opera nel 1882 sarà tradotta in italiano da Raffaele Mariano, con il titolo Nelle Puglie, provocando anche delle vive polemiche contro il punto di vista troppo "tedescocentrico" dell'autore.
Giunse fino all’estremo lembo dell’Italia sud-orientale, in Salento. Qui rimase meravigliato ed affascinato della città capoluogo, Lecce. Si deve infatti proprio a Gregorovius il noto appellativo legato alla città salentina, ovvero “Lecce, la Firenze del Sud” che deriva dall’espressione contenuta nei suoi scritti “Lecce può dirsi la Firenze dell’epoca del Barocco”. Tale espressione originale, è ancor più forte dell’appellativo successivamente derivato, perché mentre quest’ultimo limita la grandezza dell’arte e dell’architettura leccese al Sud Italia (quindi limitandone la grandezza geograficamente), l’espressione originale è di gran lunga più ampia, identificando Lecce come il “non plus ultra” dell’epoca barocca, ovvero senza eguali e senza limiti geografici.
I primi anni a Roma furono comunque duri. Lo stesso Gregorovius annota, il 9 maggio 1854: «Vivo completamente isolato, debbo lavorar sodo, per mantenermi a fior d'acqua». Andò poi ad abitare, come molti altri intellettuali stranieri temporaneamente residenti a Roma, in una casa al civico 14 di via Gregoriana, dove restò dal 1860 al suo ritorno in Germania nel 1874, come ricorda la targa affissa sulla facciata.
La Storia della città di Roma nel Medioevo, la sua opera più famosa, ha una lunga gestazione: ne concepisce l'intenzione nell'ottobre del 1854, nel luglio successivo gli viene inizialmente rifiutata dall'editore ma continua a raccogliere materiali, e inizia la stesura con la consapevolezza di affrontare un compito immenso («Roma è il demone contro cui lotto. Se vinco la battaglia, se cioè riesco a trasformare questo grandioso essere universale in una visione penetrante e in una trattazione artistica, allora sarò anch'io un trionfatore.», annota il 30 aprile 1856). Il 12 novembre inizia la stesura, che si concluderà alla fine del 1871. Nel frattempo era però diventato molto popolare, non solo nel mondo degli studiosi, tanto che nel 1876 la città di Roma, grata del monumento che le aveva edificato, nominò Ferdinand Gregorovius cittadino onorario e fece pubblicare a sue spese a Venezia una traduzione dell'opera (1872-76).

### Il ritorno in Germania e gli altri viaggi

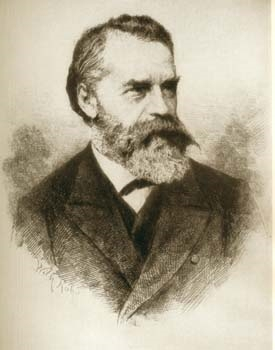
Ritratto di Gregorovius in età matura

Nel 1874 Gregorovius lasciò Roma e con un fratello e una sorella che come lui non erano sposati andò a vivere in Baviera, a Monaco, lavorando per l'università e per l'Accademia bavarese delle scienze. In Italia, e in particolare a Roma, tornava a passare l'inverno e la primavera, e continuava comunque a viaggiare verso sud. Fu in Grecia, in Egitto, in Siria e in Asia Minore, spostando verso il Mediterraneo orientale ed il mondo bizantino il fuoco della propria attenzione scientifica e letteraria. Sono questi gli anni dell'altra sua principale opera storica, la Storia della città di Atene nel Medioevo.
Morì a Monaco di Baviera, il 1º maggio 1891.

## Importanza
Gregorovius può essere considerato uno degli allievi più importanti che abbiano studiato a Königsberg,  sotto la guida di Wilhelm Drumann, uno storico dell'antichità. Per la storia di Roma i suoi contributi sono i più importanti per la ricerca storica che riguarda il Rinascimento e l'Umanesimo. È considerato uno dei più importanti autori tedeschi della storia del Rinascimento del XIX secolo accanto a Jacob Burckhardt, Georg Voigt, Ludwig von Pastor e Alfred von Reumont. Il suo lavoro principale, Die Geschichte der Stadt Rom im Mittelalter (La storia della città di Roma nel Medioevo), è un classico della letteratura sul Rinascimento. Oltre a questo lavoro molto noto ha scritto le biografie di Papa Alessandro VI e di Lucrezia Borgia. Non meno importanti, ma meno noti, sono i suoi scritti sulla storia greca nel periodo bizantino e su Atene nel Medioevo.
Anche oggi è difficile collocare correttamente Gregorovius. Infatti è uno storico caratterizzato da un forte stile letterario ma non sembra appartenere ai tipici storici della scuola di Leopold von Ranke e di Mommsen. Ciò perché nei suoi lavori è preponderante l'invenzione letteraria, piuttosto che l'approfondimento del fatto storico caratterizzante la storiografia moderna. Infatti una delle critiche più sferzanti (e più dure venendo da uno dei massimi esperti e storici della classicità romana) è attribuita al grande storico Mommsen; durante una riunione in uno dei salotti dell'aristocrazia romana e dopo aver ascoltato Gregorovius parlare della sua opera maggiore ormai da tempo completata. Mommsen gli diede lo sferzante consiglio di scrivere una Storia di Roma nel Medioevo. Inoltre non era collegato con la forte rete che gli storici tedeschi avevano stabilito tra loro, cosa peraltro anche molto difficile avendo stabilito il suo domicilio a Roma. Anche se personalmente criticato, sul valore dei suoi lavori tuttavia non è stato sollevato nessun serio dubbio. Le frequenti traduzioni delle sue opere in altre lingue lo dimostrano chiaramente. La Bayerische Akademie der Wissenschaften (Accademia bavarese delle scienze storiche) lo contava tra i suoi componenti.

## Opere
- Werdomar e Wladislaw, 1845
- Der Tod des Tiberius (La morte di Tiberio, dramma), 1851
- Geschichte des römischen Kaisers Hadrian und seiner Zeit (Storia dell'imperatore romano Adriano e del suo tempo), 1851
- Corsica, 1854
- Wanderjahre in Italien (Pellegrinaggi in Italia, in cinque volumi), 1856-1877
- Geschichte der Stadt Rom im Mittelalter (Storia della città di Roma nel Medioevo), 1859-1872
- Lucrezia Borgia, 1874
  -  Lucrezia Borgia secondo documenti e carteggi del tempo, traduzione di Raffaele Mariano, Firenze, Successori Le Monnier, 1874, SBN RMR0000909.
- Athenaïs, 1882
  -  Atenaide. Storia di una imperatrice bizantina, traduzione di Raffaele Mariano, Torino, Ermanno Loescher, 1882, SBN RMR0001623.
- Capri, 1884
- Corfù (idillio), 1884
- Geschichte der Stadt Athen im Mittelalter. Von der Zeit Justinians bis zur türkischen Eroberung (Storia della città di Atene nel Medioevo), 1889
- Römische Tagebücher, pubblicato postumo a cura di Friedrich Althaus, 1892

## Omaggi
- A Roma gli sono state intitolate una via ed una piazza nel quartiere Appio Latino. Anche Perugia, nel quartiere di Ferro di Cavallo, Milano e Lucera, da lui visitata nel 1874, gli hanno dedicato una via.